# Tournoi des Six Nations
Vous lisez un « article de qualité » labellisé en 2007.
Cet article concerne le tournoi masculin. Pour le tournoi féminin, voir Tournoi des Six Nations féminin.
Pour les articles homonymes, voir Tournoi des Six Nations (homonymie).
Le Tournoi des Six Nations  est une compétition de rugby à XV, disputée chaque année de février à mars par les équipes masculines d'Angleterre, d'Écosse, de France, du pays de Galles, d'Irlande et d'Italie.
Pour des raisons de parrainage, ce tournoi est appelé officiellement en anglais Guinness Six Nations depuis l'édition 2019. Il a pris la suite du NatWest Six Nations de l'édition 2018, du RBS Six Nations (2003-2017), du Lloyds TSB Six Nations Championship (2000-2002) et du Lloyds TSB Five Nations Championship (1998-1999).
Avant la configuration actuelle, il a été disputé par quatre ou cinq équipes, et il s'est appelé, selon les époques, Tournoi des Quatre Nations ou Home Nations Championship (tournoi britannique : 1882-1909 ; 1932-1939), ou Tournoi des Cinq Nations (1910-1931 ; 1947-1999). Le Home Nations Championship est le premier tournoi international de rugby à XV, et opposait les quatre nations des Îles Britanniques. La France est admise en 1910 et l'Italie en 2000.
Le meilleur palmarès de la compétition est codétenu par l’Angleterre et le pays de Galles avec 39 victoires chacun depuis 1882. Le vainqueur de l’épreuve réalise un Grand Chelem lorsqu’il défait toutes les autres équipes du Tournoi. La France est actuellement tenante du titre.
Il existe également une version féminine du Tournoi des Six Nations depuis 1996 et une version junior pour les moins de 20 ans depuis 2008.

## Les six participants

Les Six Nations.

Les six nations qui disputent la compétition chaque année sont par ordre d'apparition depuis 1882 : le pays de Galles et l'Angleterre (décembre 1882), l'Écosse (janvier 1883), l'Irlande (février 1893), la France (janvier 1910) et l'Italie (février 2000).
L'équipe d'Irlande de rugby représente l'Irlande unifiée. Elle est une sélection de joueurs de la république d'Irlande et de l'Irlande du Nord. Elle est composée des meilleurs joueurs des provinces de Connacht, Leinster, Munster et Ulster. Cette participation commune des Irlandais au Tournoi a pu être conservée au fil des ans, y compris pendant la période du conflit nord-irlandais. Dans un souci de neutralité, cette équipe est représentée traditionnellement soit par son emblème, le trèfle, soit par une bannière verte où figurent les blasons des quatre provinces.
| Nations                  | Angleterre                                          | Écosse                                                    | France                                            | Galles                                                                | Irlande                                                           | Italie                                                |
| ------------------------ | --------------------------------------------------- | --------------------------------------------------------- | ------------------------------------------------- | --------------------------------------------------------------------- | ----------------------------------------------------------------- | ----------------------------------------------------- |
| Couleurs traditionnelles | Maillot blanc, short blanc, chaussettes bleu marine | Maillot bleu marine, short blanc, chaussettes bleu marine | Maillot bleu roi, short blanc, chaussettes rouges | Maillot rouge, short blanc, chaussettes rouges                        | Maillot vert, short blanc, chaussettes vertes                     | Maillot bleu azur, short blanc, chaussettes bleu azur |
| Stade actuel             | Twickenham à Londres                                | Murrayfield à Édimbourg                                   | Stade de France à Saint-Denis                     | Millennium Stadium à Cardiff                                          | Aviva Stadium à Dublin                                            | Stade olympique à Rome                                |
| Emblème                  | La Rose rouge de Lancastre                          | Le Chardon d'Écosse                                       | Le Coq gaulois                                    | Les trois plumes d'autruche (emblème du prince de Galles), le Poireau | Le Trèfle d'Irlande                                               | La couronne de lauriers                               |
| Hymne                    | God Save the King                                   | Flower of Scotland                                        | La Marseillaise                                   | Hen Wlad fy Nhadau                                                    | Ireland's Call et Amhrán na bhFiann (pour les matches à domicile) | Fratelli d'Italia                                     |

### Déroulement des rencontres
Chaque sélection reçoit une autre puis se déplace chez celle-ci une année sur deux.
| Années impaires             | Années impaires          | Années impaires         |
| --------------------------- | ------------------------ | ----------------------- |
| Angleterre - Écosse         | Pays de Galles - Irlande | Italie - France         |
| Irlande - Angleterre        | France - Pays de Galles  | Écosse - Italie         |
| Angleterre - France         | Écosse - Irlande         | Italie - Pays de Galles |
| Pays de Galles - Angleterre | France - Écosse          | Italie - Irlande        |
| Écosse - Pays de Galles     | Irlande - France         | Angleterre - Italie     |

| Années paires               | Années paires            | Années paires           |
| --------------------------- | ------------------------ | ----------------------- |
| Écosse - Angleterre         | Irlande - Pays de Galles | France - Italie         |
| Angleterre - Irlande        | Pays de Galles - France  | Italie - Écosse         |
| France - Angleterre         | Irlande - Écosse         | Pays de Galles - Italie |
| Angleterre - Pays de Galles | Écosse - France          | Irlande - Italie        |
| Pays de Galles - Écosse     | France - Irlande         | Italie - Angleterre     |

- Depuis 1974, le Tournoi se déroule en cinq journées, généralement le week-end.
- Les rencontres d'un même week-end correspondent à chaque ligne des tableaux ci-dessus.
- Quand le Tournoi était encore à Cinq Nations, l'équipe qui affronte depuis l'an 2000 l'Italie était de repos ce week-end-là.

## Historique

### Les premières éditions: leHome Nations(1882-1883)

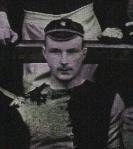
Bob Gould (frère d'Arthur) représente le pays de Galles dans le Tournoi 1882-1883.

La première rencontre internationale de rugby est disputée le 27 mars 1871 entre l'Angleterre et l'Écosse. Le match est joué au Raeburn Place d'Édimbourg, un stade de cricket, car la fédération écossaise de rugby n'a pas encore de stade adapté pour un match international. Il est disputé par deux équipes de vingt joueurs, en deux mi-temps de cinquante minutes. Les Écossais gagnent le match sur le score de 1 à 0 (2 essais à 1, mais c'étaient les transformations qui apportaient des points à l'époque).
L'Irlande débute sur le plan international en rencontrant l’Angleterre en 1875. Le pays de Galles débute un peu plus tard avec des matches contre l’Angleterre en 1881, l'Irlande en 1882 et l'Écosse en 1883. Ce n'est qu'en 1884 que ces quatre équipes se rencontrent toutes pendant la même saison. En effet, il manque un match à l'édition inaugurale de 1882-1883 pour que le Tournoi soit complet. Les éditions de 1885, 1886, 1888 et 1889 ne sont pas terminées, à la suite de disputes entre fédérations.
Les Anglais sont boycottés par les trois nations lors des éditions de 1888 et 1889 en raison de leur refus de rejoindre l'International Rugby Board,. Les Gallois sont boycottés à leur tour par deux des trois autres nations (les Irlandais et les Écossais) en 1897 et 1898, leur capitaine Arthur Gould ayant été récompensé pour ses prestations, ce qui est interprété comme une violation de la règle de l'amateurisme en vigueur dans le rugby. La retraite sportive de Gould permet de résoudre la question et le pays de Galles a pu rencontrer toutes les autres équipes dans les éditions suivantes.

### Intégration de la France en 1910: le Tournoi des Cinq Nations
À la même époque, la première « équipe de France » (en fait une sélection de joueurs parisiens, dont Frantz Reichel, Louis Dedet et Henri Amand) joue ses deux premiers matches en Angleterre, en février 1893, contre le Civil Service et Park House. Il faut attendre 1906 pour que l'équipe de France dispute son premier match officiel en recevant la Nouvelle-Zélande puis l'Angleterre. Par la suite, elle rencontre les autres nations britanniques : le pays de Galles en 1908, l'Irlande en 1909 enfin l’Écosse en 1910.

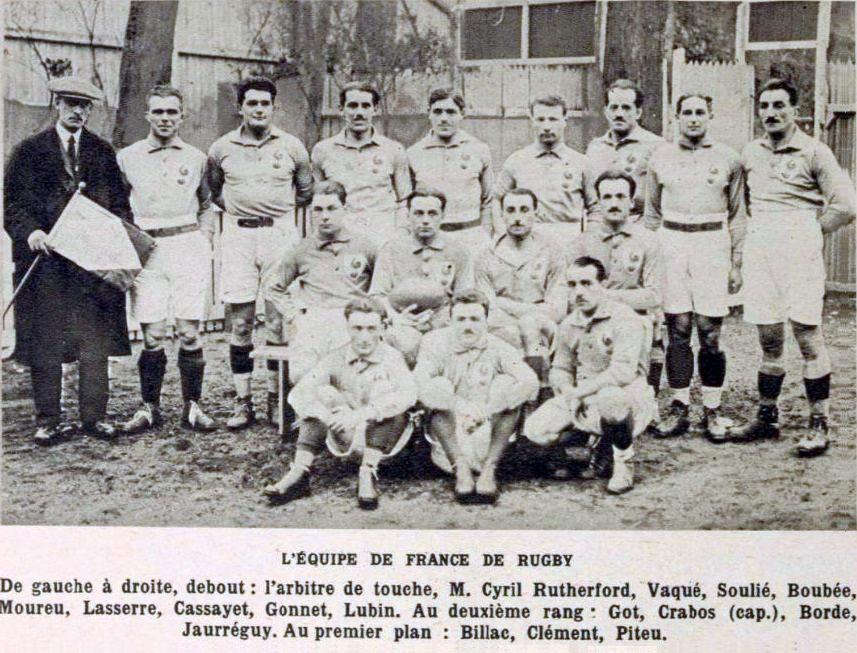
L'équipe de France en mars 1922.

La France est admise à joindre la compétition en 1910, ce qui lui donne son nom français de Tournoi des Cinq Nations. L’Angleterre remporte ce premier Tournoi.
Lors du match France-Écosse du Tournoi de 1913, des spectateurs se jettent sur l’arbitre pour exprimer leur mécontentement. La police montée est obligée d’intervenir en chargeant. Cet incident entraîne le secrétaire de la Scottish Rugby Union à déclarer : « Si la partie ne peut être jouée que sous la protection de la police ou des militaires, elle ne vaut pas la peine d’être jouée ». À la suite de ces incidents, l’Écosse refuse d’affronter la France lors du Tournoi de 1914. La France est alors implicitement exclue du Tournoi, mais la Première Guerre mondiale ne permet pas d'appliquer cette exclusion. En 1920, le Tournoi reprend normalement entre les cinq nations, au nom de la fraternité d’armes.

### Exclusion temporaire de l'équipe de France (1931)
En 1931, la France est exclue pour professionnalisme (paiement des joueurs, recrutement inter-clubs) et en raison de son jeu violent lors de certains matches,,. Le match France-Galles du Tournoi 1930 est d'une extrême brutalité, aussi bien sur la pelouse — avec de nombreux joueurs blessés — que parmi les spectateurs, car ces derniers étaient pressés les uns contre les autres dans les tribunes ou sur le bord de touche alors qu'à l'entrée du stade, près de 20 000 spectateurs potentiels n'avaient pu assister au match.
La France est de nouveau admise dans le Tournoi en 1939 après que la Fédération française de rugby a trouvé un accord en 1932 avec des clubs entrés en dissidence en décembre 1930. La Seconde Guerre mondiale ne permet pas au Tournoi d’avoir lieu en 1940.

### L'après-guerre (1947)
Le Tournoi reprend en 1947 après la Seconde Guerre mondiale, avec la participation de l’équipe de France.
L'équipe d'Irlande domine la période 1948 à 1951 en remportant trois fois le Tournoi, dont son premier Grand Chelem en 1948.
En 1952, la fédération française fournit une liste de joueurs jugés coupables de professionnalisme, dont Jean Dauger, Robert Soro et Maurice Siman, pour éviter une nouvelle exclusion du Tournoi. La France n'est pas exclue et finalement Dauger peut jouer un match du Tournoi en janvier 1953 contre l'Écosse.
Après avoir partagé les victoires dans les Tournois 1954 et 1955, l'équipe de France s'impose pour la première fois seule avec quatre victoires successives de 1959 à 1962, dont un Petit Chelem partagé avec l'Angleterre en 1960.
La période 1964 à 1979 est dominée par le pays de Galles qui remporte dix fois le Tournoi (dont celui inachevé de 1972), partageant la victoire deux fois en 1964 (avec l'Écosse) et en 1970 (avec la France). Ces victoires sont obtenues grâce au talent de joueurs exceptionnels comme JPR Williams, Gareth Edwards, Barry John, Gerald Davies et Mervyn Davies. Après cette génération dorée, le pays de Galles ne remporte le Tournoi que trois fois entre ses deux Grands Chelems de 1978 et de 2005.
En 1972, la compétition est perturbée par le conflit nord-irlandais qui conduit à son inachèvement. En effet, les Gallois et les Écossais refusant de jouer en Irlande à la suite du massacre de Londonderry, aucun classement n'est établi. À la suite de ces événements, le God Save the Queen n’est plus joué lors de la présentation des équipes. Par souci d'équité La Marseillaise n’est pas non plus jouée avant les matches de l'équipe de France à Dublin ainsi que l'hymne irlandais quand le XV du Trèfle se déplace. Cette situation prend fin en 1997.
Les années 1980 voient une domination de la France avec pour la seconde fois quatre succès consécutifs de 1986 à 1989 (victoire partagée avec le pays de Galles en 1988), auxquels il faut ajouter des succès en 1981 (Grand Chelem) et 1983 (ex æquo avec l'Irlande). Ces victoires sont suivies d'un autre Grand Chelem en 1987 sous la conduite des capitaines Jean-Pierre Rives et Daniel Dubroca avec l'emblématique Serge Blanco.
En 1993, un changement intervient dans le règlement : en cas d’égalité aux points de classement, la différence de points marqués et encaissés est prise en compte dans le classement des équipes. Une coupe, le Trophée des Cinq Nations récompense désormais le vainqueur du Tournoi.
En 1996, après sa victoire contre l'Irlande le 16 mars, l'Angleterre remporte à nouveau le Tournoi. Avec ce titre, le XV de la Rose conclut une période faste pendant laquelle il obtient quatre succès de 1991 à 1996 (Grands Chelems en 1991, 1992 et 1995). Puis c'est la France qui remporte, en 1997 et en 1998, deux Grands Chelems consécutifs dans une performance inédite pour elle. Elle talonne ainsi l'Angleterre qui a réalisé deux fois cet exploit en 1913-1914 et en 1923-1924.

### Entrée de l'Italie: le Tournoi des Six Nations (2000)

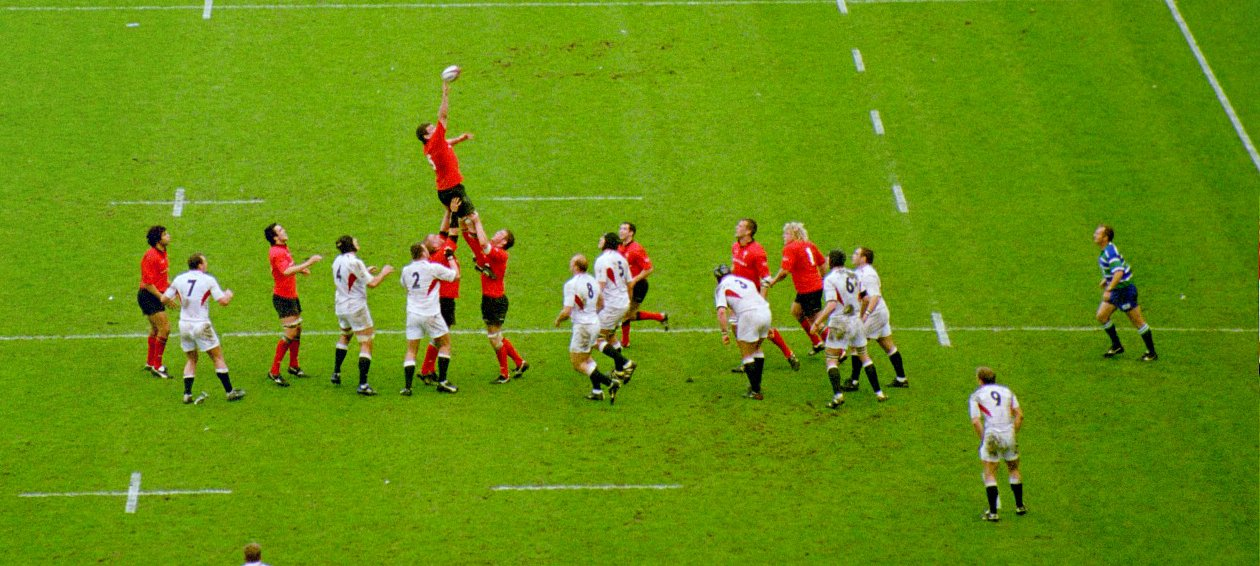
Angleterre-Galles à Twickenham lors du Tournoi 2004.

L'Italie rejoint le Tournoi en 2000, le Tournoi des Six Nations voit le jour.
Le début des années 2000 est dominé par l'Angleterre qui remporte trois fois le Tournoi de 2000 à 2003 (Grand Chelem en 2003), elle échoue seulement en 2002 contre la France qui réalise un Grand Chelem, le premier de la version à six du Tournoi. Les succès anglais doivent beaucoup au talent de son ouvreur et buteur Jonny Wilkinson qui était le meilleur marqueur de l'histoire du Tournoi jusqu'à ce qu'il soit détrôné par l'ouvreur irlandais Ronan O'Gara lors du match Écosse-Irlande du Tournoi 2009.
Avant 2004, l'organisation est sous la responsabilité du comité des Six Nations, une institution représentant les fédérations membres sans pour autant être reconnue d'un point de vue juridique. La professionnalisation du rugby à XV conduit néanmoins à la création d'une nouvelle entité juridique,. Le Tournoi est ainsi organisé depuis 2004 par le comité des Six Nations et la société Six Nations Rugby Limited. Cette organisation reste indépendante de la fédération mondiale World Rugby.
L'équipe de France domine à son tour avec des victoires en 2004 (Grand Chelem), 2006, 2007 et 2010 (Grand Chelem). Les Gallois parviennent à surprendre et à s'intercaler avec deux Grands Chelems en 2005 et en 2008.
Mais c'est sûrement l'Irlande qui pourrait être l'équipe du Tournoi des années 2000 avec une belle constance : six deuxièmes places et enfin un Grand Chelem obtenu d'un drop de Ronan O'Gara à la toute fin du dernier match du Tournoi 2009 au Millennium Stadium de Cardiff. C'est le second pour l'équipe au trèfle, après celui de 1948.
Les années 2010 voient un partage des succès entre l'Angleterre (2011, Grand Chelem en 2016 et 2017), le pays de Galles (2012, Grand Chelem en 2013 et en 2019) et l'Irlande (2014, 2015 et un troisième Grand Chelem en 2018). Elles marquent également une nette régression des performances de l'équipe de France qui ne parvient plus à finir sur le podium depuis sa deuxième place en 2011.
En 2017, un nouveau comptage des points est introduit : alors qu'ils valaient respectivement 2 et 1 points, la victoire et le match nul valent désormais 4 et 2 points. De plus, des points de bonus sont introduits : une équipe gagne un point de bonus quand elle marque au moins quatre essais (bonus offensif) et/ou si elle perd de moins de sept points (bonus défensif). Ces points de bonus peuvent se cumuler, contrairement à la pratique du championnat de France. Enfin, trois points supplémentaires sont octroyés à l'équipe réalisant le Grand Chelem, afin d'assurer sa première place.

### Le format de la compétition en question
Durant les années 2000 et la majeure partie des années 2010, il n’est pas prévu de modifier à nouveau le nombre de nations participantes malgré les appels répétés de l’Argentine qui souhaite participer aussi au Tournoi au début des années 2000 — l'Argentine fait depuis partie du Rugby Championship, anciennement le Tri-Nations — ; de la Roumanie dans une perspective de développement ou encore de la Géorgie à la suite de ses bons résultats à la Coupe du monde 2015 ou de sa victoire en test match contre l’Italie en juillet 2022,.
Début 2019, selon le quotidien britannique The Times, World Rugby réfléchit à un projet de Ligue mondiale avec plusieurs divisions et un système de relégation et de promotion pour le Tournoi des Six Nations ainsi que pour le Rugby Championship, qui aurait pu voir le jour en 2022. Le Tournoi des Six Nations pourrait donc voir arriver une équipe du Championnat international d'Europe (Allemagne, Belgique, Espagne, Géorgie, Roumanie, Russie). Le projet, très controversé, est finalement abandonné, à la suite de désaccords avec les différentes fédérations nationales.
En juillet 2019, l'information fuite que le tournoi va être racheté. Cette information est confirmée en septembre : le fonds d'investissement CVC Capital Partners négocie pour acheter des parts du tournoi, une transaction estimée à plus de 340 millions d'euros. Cette structure obtiendrait du même coup le droit de refondre l'ensemble de la compétition, y compris son calendrier et son format.
En février 2020, plusieurs pays ont manifesté leur envie de rejoindre le Tournoi des Six Nations dès 2021 : l'Afrique du Sud, le Japon, et les Fidji, pourtant hors du continent européen. La demande du premier suscite de nombreuses réactions et ne semble pas pouvoir aboutir dans un futur proche, du fait de contrats déjà signés avec la SANZAAR.

## Identité visuelle
En parallèle du contrat de partenariat-titre signé avec la Royal Bank of Scotland en novembre 2002, un nouveau logo du Tournoi est instauré. Ce dernier est décliné par la suite en fonction du contrat en cours.
En vue de l'édition 2025, l'identité de la compétition est homogénéisée avec celle de ses équivalents féminin et junior.

Évolution du logo
Logo du Tournoi de 1998 à 1999.
Logo du Tournoi de 2000 à 2002.
Logo du Tournoi de 2003 à 2017.
Logo du Tournoi de l'édition 2018.
Logo générique en 2018 après l'arrêt du partenariat avec NatWest.
Logo du Tournoi de 2019 à 2024.
Logo à partir de l'édition 2025.

## Traditions et aspects festifs
Malgré quelques difficultés passagères, le Tournoi est resté une grande compétition sportive et un rendez-vous dans la bonne humeur pour ses cohortes de supporters. Le match du Tournoi commence bien avant le coup d'envoi par le voyage des supporters qui les amène dans un des six pays participants. Le déplacement est effectué le plus souvent en groupe et en train, les supporters n'hésitant pas à faire de longs voyages pour assister aux matches même s'ils sont retransmis en direct à la télévision.
Le match commence traditionnellement par les hymnes nationaux qui sont repris en chœur par les supporters de chaque équipe, quel que soit le résultat, il se prolonge très tard le soir ou le lendemain dans les pubs ou les bistrots.
Pour les supporters qui n'ont pas la chance d'assister au match dans le stade, c'est aussi l'occasion de se rassembler entre amis à la maison ou dans un pub. De nombreux supporters portent les couleurs de leur équipe, se maquillent le visage ou chantent quelques chansons fétiches pour encourager leurs joueurs, le Calon lân des Gallois ou le Swing Low, Sweet Chariot des Anglais, par exemple,. Cette dernière chanson est adoptée par les supporters anglais le 19 mars 1988 à l'occasion d'un match entre l'Angleterre et l'Irlande. Alors que les Anglais sont menés 0 à 3 à la mi-temps, ils prennent l'avantage en deuxième mi-temps en marquant plusieurs essais, et les supporters chantent spontanément Swing Low, Sweet Chariot après le troisième essai. C'est devenu depuis le chant d'encouragement des supporters anglais de rugby. De la même manière, les Français entonnent la Marseillaise pour encourager leur équipe, les Bleus.
Le phénomène d’hooliganisme, qui se manifeste à l’occasion de certaines compétitions de football, n’existe pas dans le domaine du rugby, les matches du Tournoi permettent au contraire des rencontres conviviales entre supporters de nationalités différentes.
La pratique rituelle de la troisième mi-temps par les supporters, mais aussi et surtout par les joueurs, est une véritable institution du rugby à XV, on dit qu'il n'y a pas de rugby sans troisième mi-temps. Les troisièmes mi-temps du Tournoi réunissent toujours les joueurs des deux équipes, certaines sont restées dans les annales. On ne concevrait pas une rencontre du Tournoi qui ne connaîtrait pas son apothéose dans un grand hôtel puis dans un cabaret. Depuis l’entrée en vigueur du professionnalisme, en 1995, les joueurs sont cependant moins enclins à faire de tels écarts.
Le Tournoi est aussi attendu chaque année avec intérêt car il se déroule en hiver et au début du printemps, pendant une partie de l'année où les autres grandes compétitions sportives sont peu nombreuses, exception faite tous les quatre ans des Jeux olympiques d'hiver. Comme le dit Marcel Rufo à propos du rugby en général, mais cela s'applique bien au Tournoi des Six Nations en particulier : « le rugby nous permet de passer de beaux hivers avant de jouir du printemps et de cueillir le muguet au mois de mai ».

## Stades et spectateurs

### Les stades du Tournoi
Les matches se déroulent habituellement dans les stades suivants :
- Aviva Stadium à Dublin depuis février 1883 (périodiquement à Belfast, Limerick et Cork jusqu'en février 1954), de façon continue depuis mars 1954, sauf de 2007 à 2010 au Croke Park, Dublin (51 700 places) ;
- Murrayfield Stadium à Édimbourg depuis mars 1925 (67 500 places) ;
- Principality Stadium à Cardiff depuis avril 1884 et continûment depuis 1955, sauf en 1998-1999, Wembley à Londres (désormais 73 931 places[44]) ;
- Stade olympique à Rome (construit en 1953, 70 634 places[Quand ?] 72 698 places) succédant au Stadio Flaminio utilisé de 2000 à mars 2011 ;
- Stade de France à Saint-Denis (81 338 places) depuis février 1998 (faisant suite au stade départemental Yves-du-Manoir de 1920 à 1972 et depuis 1973 au nouveau Parc des Princes et ses 50 000 places) ;
- Twickenham à Londres (82 000 places) depuis janvier 1910.

De 2007 à 2010, l’équipe d’Irlande a disputé ses matches à Croke Park (où se jouent habituellement les matches de football gaélique) pour cause de reconstruction du stade de Lansdowne Road, avec un premier match perdu contre la France en février 2011. Nommée Aviva Stadium, cette nouvelle enceinte accueille le Tournoi depuis lors.
Le pays de Galles a également changé de stade au début des années 2000, quittant l'Arms Park de Cardiff pour le Millennium Stadium, construit sur l'ancienne enceinte. Pour des motifs de sponsoring, il est baptisé Principality Stadium depuis janvier 2016 pour une durée de dix ans.
L'équipe de France profite pour sa part de la construction du Stade de France à l'occasion du Mondial de football 1998 pour quitter définitivement le traditionnel Parc des Princes dès le Tournoi 1998. Le Parc des Princes accueille toutefois quatre matches lors de la Coupe du monde 2007, dont le match de classement pour la troisième place perdu de la France face à l'Argentine. En 2018, à l'occasion du match France-Italie, la France reçoit pour la première fois en dehors de la région parisienne. En 2024, à l'occasion de la fermeture du Stade de France pour les préparatifs des Jeux Olympiques, les matchs de l'équipe de France ont tous lieu dans des stades en province (Stade Vélodrome de Marseille, Groupama Stadium de Lyon et Stade Pierre-Mauroy de Lille).

### Présence dans les stades

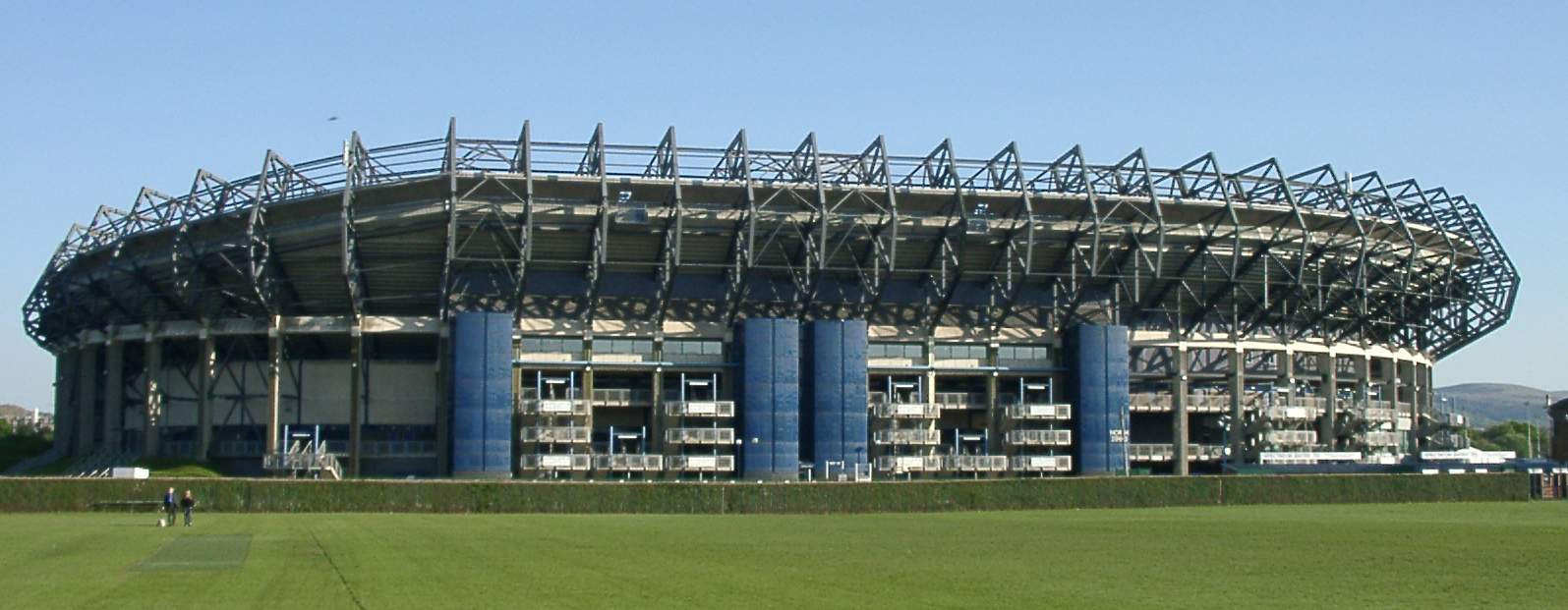
Stade de Murrayfield à Édimbourg.

L'édition 2015 du Tournoi des Six Nations est la compétition sportive qui attire en moyenne le plus de spectateurs avec 72 000 places vendues par rencontre disputée. Cette moyenne place le Tournoi devant la National Football League, qui présente une affluence moyenne de 68 400 spectateurs lors de la saison 2015, et devant la Coupe du monde de football 2014 se disputant au Brésil un an plus tôt où en moyenne 53 592 personnes ont assisté aux matches. Le Tournoi des Six Nations devance également la Coupe du monde de rugby 2015 disputée en Angleterre la même année (51 621 spectateurs en moyenne par match).
Le record de spectateurs pour un match du Tournoi est de 104 000 spectateurs : il a été établi le 1er mars 1975 à Murrayfield en Écosse lors du match Écosse-pays de Galles,. Depuis cette date, la capacité du stade écossais a été réduite pour assurer une meilleure sécurité aux spectateurs.

## Palmarès, bilans et records

### Palmarès
L’Angleterre et le pays de Galles sont en tête au palmarès avec 39 victoires chacun.
| Rang | Nations        | Tournois disputés | Victoires | Victoires seule | Grands Chelems | % Victoires / Tournois disputés |
| ---- | -------------- | ----------------- | --------- | --------------- | -------------- | ------------------------------- |
| 1    | Angleterre     | 0129              | 39        | 29              | 13             | 30,2                            |
| 2    | Pays de Galles | 131               | 39        | 28              | 012            | 29,8                            |
| 3    | France         | 96                | 27        | 19              | 10             | 28,1                            |
| 4    | Irlande        | 131               | 24        | 16              | 4              | 18,3                            |
| 5    | Écosse         | 131               | 22        | 14              | 3              | 16,8                            |
| 6    | Italie         | 26                | 0         | 0               | 0              | 0                               |

Depuis 1954 inclus — ou 1947, reprise du Tournoi après-guerre — et la première victoire française dans le Tournoi (les Français n’ayant jusque-là terminé au mieux que deuxièmes en 1921, 1930, 1931, 1948, 1949 et 1951), c’est le XV de France qui se trouve en tête des bilans avec 27 victoires dont dix Grands Chelems, devant le pays de Galles (21 victoires dont cinq Grands Chelems), l’Angleterre (16 victoires dont sept Grands Chelems), l’Irlande (7 victoires dont quatre Grands Chelems), l’Écosse (6 victoires dont deux Grands Chelems) et l’Italie, cette dernière demeurant en attente de son premier succès dans l’épreuve.

### Bilans et records

#### Meilleures performances individuelles

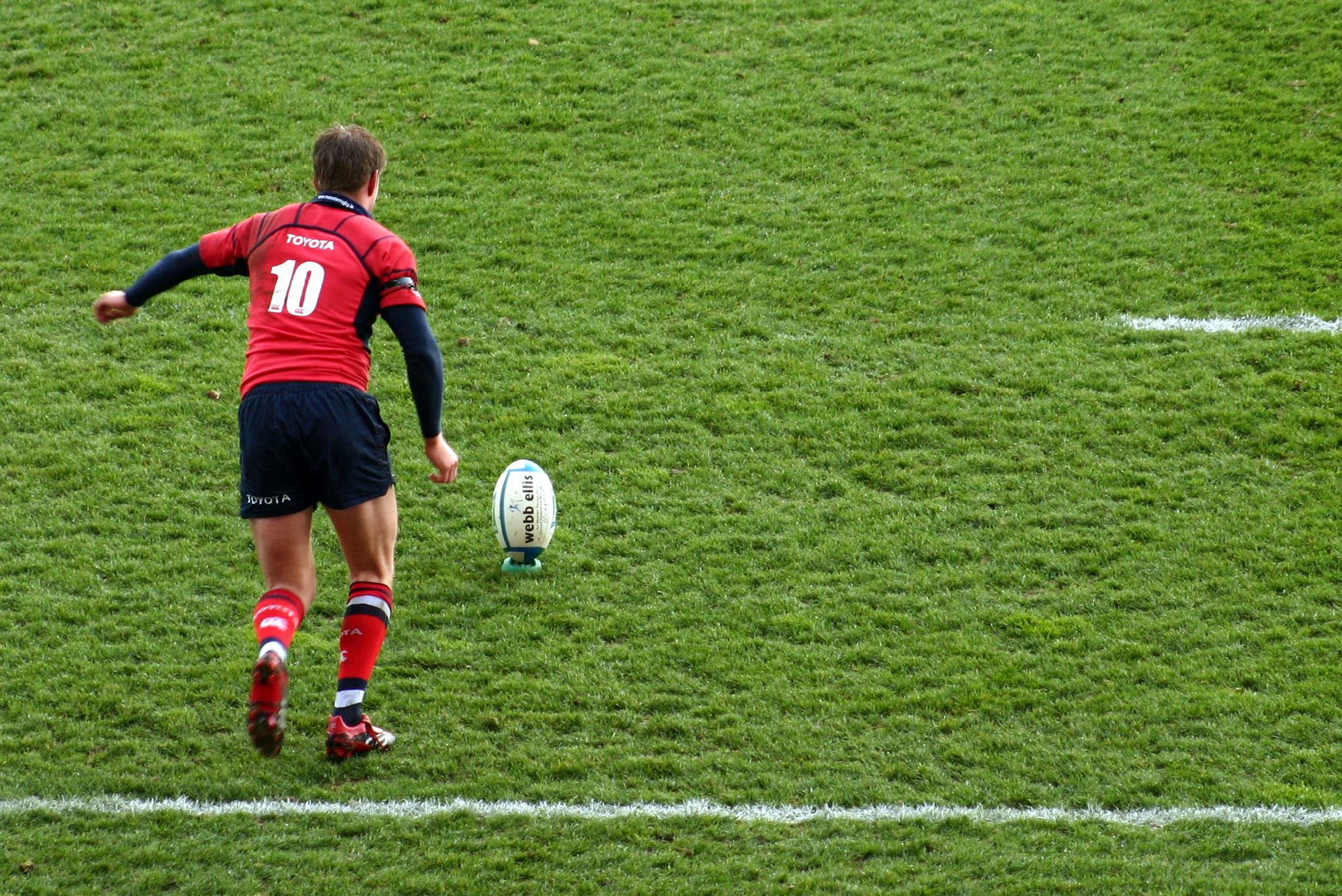
Ronan O'Gara avec sa province du Munster, le 1er avril 2006.

Dans un sport aussi nettement collectif que le rugby, la notion de performance individuelle est à relativiser : un excellent buteur, avec 100 % de réussite au sein d'une équipe peu performante, peut être classé derrière un buteur moins performant, mais profitant de tentatives beaucoup plus fréquentes. Il en va de même pour les marqueurs d'essais, d'autant que le mérite de marquer un essai est rarement le fait du seul marqueur. Enfin si l'on précise que certains postes n'ont pas pour objectif de marquer des points, on envisagera les données ci-dessous avec beaucoup de prudence…[style à revoir]

##### Meilleurs réalisateurs
Le meilleur réalisateur est celui qui apporte à son équipe le plus de points par essais, transformations, pénalités, et drops. Le tableau suivant montre que Jonny Wilkinson domine le classement des meilleurs réalisateurs par édition du Tournoi, en apparaissant quatre fois parmi les huit premiers.
Lorsqu'il était en activité avec l'équipe d'Angleterre, sa supériorité n'a pu être contestée que par le Français Gérald Merceron qui a réussi le meilleur total de points marqués en 2002, année du septième Grand chelem français. Lors du tournoi 2023, Thomas Ramos bat le record français de Gérald Merceron et devient ainsi le second meilleur réalisateur.
| Rang | Joueur              | Nation     | Points marqués dans une édition | Édition (année) |
| ---- | ------------------- | ---------- | ------------------------------- | --------------- |
| 1    | Jonny Wilkinson (1) | Angleterre | 89                              | 2001            |
| 2    | Thomas Ramos (2)    | France     | 84                              | 2023            |
| 3    | Ronan O'Gara (3)    | Irlande    | 82                              | 2007            |
| 4    | Gérald Merceron (4) | France     | 80                              | 2002            |
| 5    | Jonny Wilkinson     | Angleterre | 78                              | 2000            |
| 6    | Jonny Wilkinson     | Angleterre | 77                              | 2003            |
| 7    | Ronan O'Gara        | Irlande    | 76                              | 2006            |
| 8    | Jonny Wilkinson     | Angleterre | 75                              | 2002            |
| 8    | George Ford (5)     | Angleterre | 75                              | 2015            |

L’Anglais Bob Hiller (en 1968, 1970, 1971 et 1972) et l’Écossais Gavin Hastings (en 1986, 1988, 1993 et 1995) ont aussi été quatre fois chacun meilleur réalisateur du Tournoi.
Six des sept meilleurs totaux datent des années 2000. Sans minimiser les performances des joueurs cités, l'évolution des règles a sans doute influé sur ces résultats, de même qu'une raison toute simple est l'extension de la compétition à six équipes, soit un match de plus par nation.

##### Meilleurs marqueurs d'essais
Le tableau suivant donne le classement des meilleurs marqueurs d’essais. On peut remarquer que le plus grand nombre d’essais par joueur est établi en 1914, et que ce record est égalé en 1925 puis un siècle plus tard, en 2025.
Cyril Nelson Lowe a marqué deux essais contre l’Irlande, trois essais contre l’Écosse et trois essais contre la France en 1914. En 1925, Ian Scott Smith a marqué huit essais en deux rencontres seulement : quatre essais contre la France et quatre contre le pays de Galles. En 2025, Louis Bielle-Biarrey a marqué au moins un essai à chacun des cinq matchs du tournoi (deux contre le Pays de Galles, l'Angleterre et l'Irlande, un essai contre l'Italie et l'Écosse).
| Rang | Joueur                 | Nation         | Essais dans une édition | Édition |
| ---- | ---------------------- | -------------- | ----------------------- | ------- |
| 1    | Cyril Nelson Lowe      | Angleterre     | 8                       | 1914    |
| 1    | Ian Scott Smith        | Écosse         | 8                       | 1925    |
| 1    | Louis Bielle-Biarrey   | France         | 8                       | 2025    |
| 4    | Jacob Stockdale        | Irlande        | 7                       | 2018    |
| 5    | Will Greenwood         | Angleterre     | 6                       | 2001    |
| 5    | Iain Balshaw           | Angleterre     | 6                       | 2001    |
| 5    | Philippe Bernat-Salles | France         | 6                       | 2001    |
| 5    | Shane Williams         | Pays de Galles | 6                       | 2008    |
| 5    | Chris Ashton           | Angleterre     | 6                       | 2011    |
| 5    | Jonny May              | Angleterre     | 6                       | 2019    |
| 11   | Austin Healey          | Angleterre     | 5                       | 2000    |
| 11   | Brian O'Driscoll       | Irlande        | 5                       | 2000    |
| 11   | Will Greenwood         | Angleterre     | 5                       | 2002    |
| 11   | Vincent Clerc          | France         | 5                       | 2008    |
| 11   | Duhan van der Merwe    | Écosse         | 5                       | 2021    |
| 11   | Damian Penaud          | France         | 5                       | 2023    |
| 11   | Tommy Freeman          | Angleterre     | 5                       | 2025    |

Le Français Christian Darrouy (en 1963, 1964, 1965 et 1966) a été de son côté quatre fois meilleur marqueur d’essais de l’épreuve, avec notamment quatre essais en trois matches en 1965 marqués avec la complicité de Guy Boniface.
Huit joueurs ont réussi l’exploit de marquer au moins un essai lors de chaque rencontre d’un Tournoi (grand chelem d'essais) :
| Rang | Joueur                 | Nation     | Édition |
| ---- | ---------------------- | ---------- | ------- |
| 1    | Howard Catcheside      | Angleterre | 1924    |
| 2    | Arthur Wallace         | Écosse     | 1925    |
| 3    | Patrick Estève         | France     | 1983    |
| 4    | Philippe Sella         | France     | 1986    |
| 5    | Alan Tait              | Écosse     | 1999    |
| 6    | Philippe Bernat-Salles | France     | 2001    |
| 7    | Tommy Freeman          | Angleterre | 2025    |
| 8    | Louis Bielle-Biarrey   | France     | 2025    |

Remarque : à partir de 2000, chaque sélection joue cinq matches par Tournoi, contre quatre lors de la précédente formule de la compétition. Philippe Bernat-Salles, Tommy Freeman et Louis Bielle-Biarrey sont donc les seuls à avoir marqué un essai lors des cinq matches du Tournoi depuis qu'il se dispute à six nations.

#### Bilan anglais
Après un Grand Chelem en 1957 et vingt-trois ans d'attente, l'Angleterre obtient un nouveau Grand Chelem en 1980 sous la conduite de son capitaine Bill Beaumont.
L’Angleterre domine la période 1991-1996 avec quatre victoires dont trois Grand Chelems en 1991, 1992, 1995 et 1996. Elle renoue avec la victoire en 2000, en 2001 et surtout en 2003 (Grand Chelem), année durant laquelle les Anglais remportent aussi la Coupe du monde en Australie.
Les Anglais détiennent aussi le record de points marqués lors d’un Tournoi, record qu’ils ont porté à 183 en 2000, puis 229 en 2001. Ces performances ont été accompagnées par la victoire dans le Tournoi.
Jason Leonard possède le meilleur bilan anglais avec sept victoires et quatre Grands Chelems, pour quatorze Tournois disputés. Il a fait partie de toutes les équipes anglaises qui ont remporté le Tournoi entre 1996 et 2003. De plus, il a été international à 119 reprises, 114 fois pour l'Angleterre et cinq fois pour les Lions britanniques et irlandais.
Cyril Lowe et Dave Davies ont aussi quatre Grands Chelems à leur actif et Wavell Wakefield en a trois.
| Paramètre                  | Nom                       | Score | Période             |
| -------------------------- | ------------------------- | ----- | ------------------- |
| Nombre de matches disputés | Jason Leonard             | 54    | 1991-2004           |
| Nombre de points marqués   | Jonny Wilkinson           | 546   | 1998-2011           |
| Nombre d'essais inscrits   | Rory Underwood Cyril Lowe | 18    | 1984-1996 1913-1923 |

#### Bilan écossais
L’Écosse a surtout brillé pendant les années 1910 et 1920, avec respectivement quatre et cinq victoires pendant ces deux décennies, dont un Grand Chelem en 1925. Depuis 1945, l’Écosse a remporté seulement trois fois seule le Tournoi, dont deux Grands Chelems en 1984 et 1990 et une victoire simple en 1999 pour la toute dernière édition à cinq.
Sur le plan individuel, l’Écossais John Rutherford a remporté deux fois le Tournoi (en 1984 et 1986), dont un Grand Chelem en 1984.
| Paramètre                  | Nom                   | Score | Période         |
| -------------------------- | --------------------- | ----- | --------------- |
| Nombre de matches disputés | Ross Ford Stuart Hogg | 55    | 2006-2017 2012- |
| Nombre de points marqués   | Chris Paterson        | 381   | 2000-2011       |
| Nombre d'essais inscrits   | Ian Smith             | 24    | 1992-1997       |

#### Bilan français
La France gagne seule le tournoi pour la première fois en 1959, sous la conduite de Lucien Mias. Elle domine ensuite le Tournoi pendant les trois années qui suivent. Par la suite, les Français réussissent dix fois le Grand Chelem en 1968, 1977, 1981, 1987, 1997, 1998, 2002, 2004, 2010 et 2022.
La France accomplit également deux fois ce qu'on appelle un Petit Chelem, c'est-à-dire en ne concédant qu'un seul match nul (voire deux matches nuls) et en remportant les autres matches. L'un de ses Petits Chelems est obtenu lors d'une victoire partagée avec le XV de la Rose, qui pour la circonstance remporta elle aussi ce Petit Chelem – chose devenue très rare dans le rugby moderne (ces deux Petits Chelems datent des années soixante : en 1960 et 1961). Le Grand Chelem de 1977 est remporté avec les quinze mêmes joueurs (aucun remplacement en quatre matches), ce qui constitue un record absolu. Enfin, en 2002, le XV de France, emmené par son demi-de-mêlée Fabien Galthié et sa troisième ligne Magne-Harinordoquy-Betsen, décroche pour la première fois de l'histoire le Grand Chelem lors d'un tournoi disputé entre six nations (depuis l'entrée de l'Italie en 2000).
En 2025, La France bat plusieurs records:
- Le meilleur total d’essais lors d’un Tournoi avec trente essais marqués , ainsi que le record d'essais sur un match avec 11 essais marqués contre l'Italie
- L'équipe de France bat le record de points inscrits par une équipe sur un match du tournoi avec 73 points marqués contre l'Italie
- L'équipe de France bat le record de la plus large victoire sur un match du tournoi avec +49 points contre l'Italie

Plusieurs joueurs ont atteint ou dépassé les huit participations dans le tournoi :
- 13 : Philippe Sella et Gaël Fickou
- 11 : Roland Bertranne, Serge Blanco, Sylvain Marconnet et Fabien Pelous
- 10 : Eugène Ribère, Nicolas Mas, Pascal Papé, Pierre Berbizier et François Trinh-Duc
- 9 : Julien Bonnaire, Adolphe Jauréguy, Imanol Harinordoquy, Fabien Galthié, Raphaël Ibanez, Dimitri Szarzewski, Dimitri Yachvili, Olivier Magne, Aurélien Rougerie, Louis Picamoles, Guilhem Guirado, Romain Taofifénua et Uini Atonio
- 8 : Aimé Cassayet, Vincent Clerc, Lionel Nallet, Frédéric Michalak et Antoine Dupont

Liste des joueurs français qui ont remporté le plus de Tournois :
- six fois : Serge Blanco (1981 avec Grand Chelem ; 1983 ; 1986 ; 1987, Grand Chelem ; 1988 ; 1989), Pierre Berbizier (1981, Grand Chelem ; 1983 ; 1986 ; 1987, Grand Chelem ; 1988 ; 1989), Philippe Sella (1983 ; 1986 ; 1987, Grand Chelem ; 1988 ; 1989 ; 1993) et Jacques Bouquet (1954 ; 1955 ; 1959 ; 1960 ; 1961 et 1962) ;
- cinq fois : Michel Celaya, Amédée Domenech, André Boniface, Fabien Pelous (dont quatre Grands Chelems), Olivier Magne (quatre Grands Chelems), et Imanol Harinordoquy (trois Grands Chelems)[Note 7];
- quatre fois consécutivement :

Michel Crauste, Jean Dupuy, Jacques Bouquet, Alfred Roques et Henri Rancoule de 1959 à 1962 ;
Éric Champ, Jean Condom, Dominique Erbani, Jean-Pierre Garuet et Jean-Baptiste Lafond de 1986 à 1989.
| Paramètre                  | Nom                        | Nombre | Période         |
| -------------------------- | -------------------------- | ------ | --------------- |
| Nombre de matches disputés | Philippe Sella Gaël Fickou | 50     | 1983-1995 2013- |
| Nombre de points marqués   | Thomas Ramos               | 223    | 2019-           |
| Nombre d'essais inscrits   | Damian Penaud              | 17     | 2019-           |

#### Bilan gallois

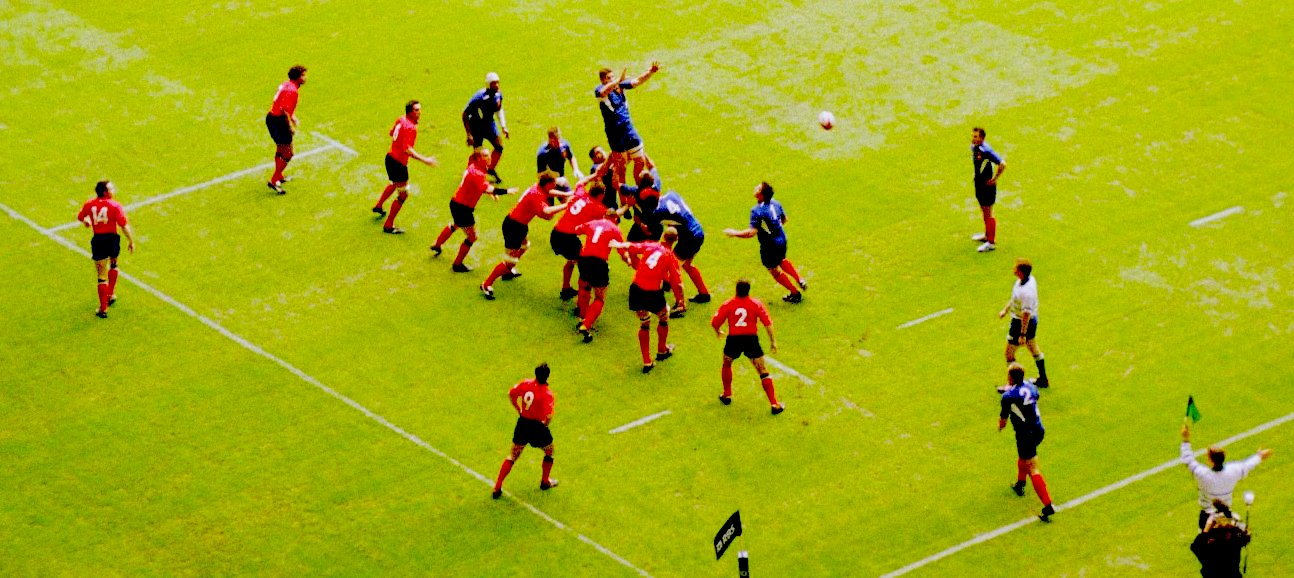
Galles-France (Tournoi 2004).

Le pays de Galles domine la période 1969-1979 avec six succès sans partage (dont trois Grands Chelems) en 1969, 1971 (Grand Chelem), 1975, 1976 (Grand Chelem), 1978 (Grand Chelem) et 1979.
- Gethin Jenkins a participé à treize Tournois.
- JPR Williams a fait de même, remportant pour sa part le Tournoi à huit reprises en 1969, 1970, 1971 (Grand Chelem), 1973, 1975, 1976 (Grand Chelem), 1978 (Grand Chelem) et 1979.
- Gareth Edwards a remporté sept fois le Tournoi (même palmarès que ci-dessus sauf 1979).
- Gerald Davies, autre grand joueur gallois des années 1970, a remporté six fois le Tournoi (en 1969, 1971 (Grand Chelem), 1973, 1975, 1976 (Grand Chelem) et 1978 (Grand Chelem)).
- Mervyn Davies a pour sa part remporté sept Tournois (1969, 1970, 1971 (Grand Chelem), 1972, 1973, 1975, 1976 (Grand Chelem)), en huit participations, dont deux Grands Chelems.

| Paramètre                  | Nom            | Score | Période   |
| -------------------------- | -------------- | ----- | --------- |
| Nombre de matches disputés | Alun Wyn Jones | 67    | 2007-     |
| Nombre de points marqués   | Stephen Jones  | 467   | 2000-2011 |
| Nombre d'essais inscrits   | George North   | 23    | 2011-     |

#### Bilan irlandais
L’Irlande remporte son premier Grand Chelem en 1948 sous la conduite de son capitaine Karl Mullen. Elle domine cette période car elle gagne ensuite le Tournoi en 1949 et 1951. Les Irlandais connaissent une autre période favorable pendant la première moitié des années 1980 avec trois victoires en 1982, 1983 (ex æquo avec la France) et 1985, toutes acquises sous le capitanat de Ciaran Fitzgerald. Elle remporte son deuxième Grand Chelem en 2009 en gagnant le dernier match du tournoi face au pays de Galles 17 à 15. L'Irlande retrouve ensuite le devant de la scène, remportant trois tournois en 2014, 2015 et un Grand Chelem en 2018. Lors de l'édition 2018, le jeune Jacob Stockdale inscrit sept réalisation, un record depuis le passage à six équipes.
Trois joueurs irlandais ont remporté quatre fois le Tournoi : Rory Best, Rob Kearney en 2009, 2014, 2015 et 2018 ainsi que Fergus Slattery en 1973, 1974, 1982 et 1983.
| Paramètre                  | Nom              | Score | Période   |
| -------------------------- | ---------------- | ----- | --------- |
| Nombre de matches disputés | Brian O'Driscoll | 65    | 2000-2014 |
| Nombre de points marqués   | Jonathan Sexton  | 566   | 2010-2023 |
| Nombre d'essais inscrits   | Brian O'Driscoll | 26    | 2000-2014 |

#### Bilan italien
L’Italie marque son entrée dans le Tournoi en 2000 par un succès contre l’Écosse. Elle termine cependant dernière de cette édition, elle n’évite la dernière place qu’à partir de sa quatrième participation en 2003. En 2007, elle gagne son premier match à l'extérieur contre l'Écosse et un à domicile contre le pays de Galles, réalisant cette année-là sa meilleure performance dans le Tournoi (sa première quatrième place, la seconde fois en 2013). Le 12 mars 2011, les Italiens battent les Français pour la première fois dans le Tournoi. Longtemps menée au score, la sélection italienne renverse la vapeur à la 75e minute grâce à une pénalité de Mirco Bergamasco qui offre la victoire 22 à 21 à son équipe.
Elle récidive d'ailleurs deux ans plus tard avec une marge moins étroite (23-18). Lors de l'épreuve 2013, l'Italie bat pour la première fois l'Irlande sur le score de 22 à 15.
| Paramètre                  | Nom                                           | Score | Période                   |
| -------------------------- | --------------------------------------------- | ----- | ------------------------- |
| Nombre de matches disputés | Sergio Parisse                                | 69    | 2004-2019                 |
| Nombre de points marqués   | Diego Dominguez                               | 162   | 2000-2003                 |
| Nombre d'essais inscrits   | Mirco Bergamasco Sergio Parisse Tommaso Allan | 7     | 2002-2012 2004-2019 2014- |

## Trophées et cuillère de bois

### Les trophées

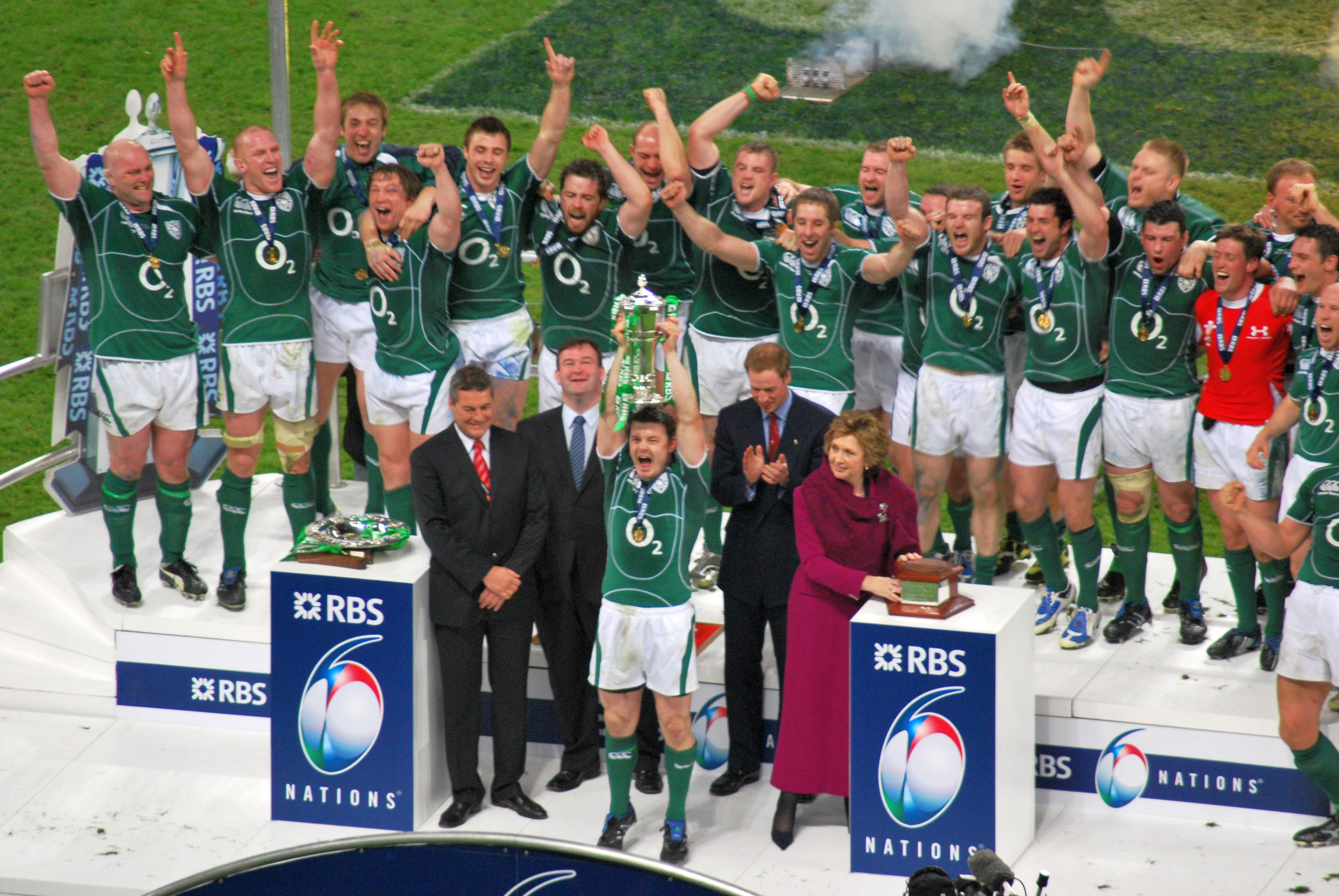
L'Irlande brandit le trophée en 2009

Un trophée est mis en jeu en 1993 pour récompenser le vainqueur du Tournoi. Le capitaine français Jean-François Tordo est le premier à le brandir. En 2015, le capitaine irlandais Paul O'Connell brandit le nouveau trophée du tournoi. Le trophée, créé par le bijoutier anglais Thomas Lyte, est en argent, formé par un hexagone (chaque face symbolisant une nation), est composé de sept kilogrammes d'argent et mesure 75 centimètres de hauteur.
- La Triple couronne est décernée par les journalistes britanniques à la formation qui s’impose dans un mini-championnat à quatre entre le pays de Galles, l’Écosse, l’Angleterre et l’Irlande (il s'agit du tournoi britannique qui pré-existait à l'admission de la France en 1910 puis de l'Italie en 2000). L’Angleterre remporte pour la première fois la Triple couronne, en 1883. Cette expression est cependant inventée pour l'Irlande, par un journaliste de l'Irish Times en 1894. À partir de 2006, un trophée est spécialement créé, aucune récompense physique n'étant remise jusque là[65].
- La Calcutta Cup est mise en jeu entre l’Angleterre et l’Écosse, elle fut créée en 1878 et disputée pour la première fois le 10 mars 1879[66]. Ce match s’étant terminé par un score nul, il faut attendre 1880 pour que la coupe soit remportée par une équipe, en l’occurrence par l’Angleterre qui bat l’Écosse par deux buts et trois essais contre un but pour ceux-ci. C'est l'un des plus anciens trophées du rugby.
- Le Millennium Trophy récompense le vainqueur du match entre l’Angleterre et l’Irlande depuis 1988.
- La Centenary Quaich est le trophée qui oppose l’Écosse et l'Irlande depuis 1989.
- Le Trophée Eurostar est remporté par le vainqueur du match entre la France et l’Angleterre depuis 2000.
- Le Trophée Giuseppe-Garibaldi récompense le vainqueur du match entre la France et l'Italie. Créé par Jean-Pierre Rives, il est décerné pour la première fois à la France le 3 février 2007.
- Le Trophée Auld Alliance récompense le vainqueur du match entre l'Écosse et la France depuis 2018. Il est créé pour rendre hommage aux joueurs de rugby français et écossais morts durant la Première Guerre mondiale, à l'occasion du centenaire de l'armistice[67].
- Le Doddie Weir Cup récompense le vainqueur du match opposant l'Écosse et le Pays de Galles depuis 2019.
- Le Cuttitta Cup récompense le vainqueur du match entre l'Italie et l'Écosse depuis 2022. Ce trophée commémore Massimo Cuttitta, ancien capitaine italien et entraîneur de la mêlée écossaise, mort lors de la pandémie de Covid-19 en 2021 à l'âge de 54 ans.
- De même, le Grand Chelem est une cerise sur le gâteau pour tout vainqueur du Tournoi : il s’agit de battre tous ses adversaires. Bien que ce ne soit pas un trophée à proprement parler, « Grand Chelem » (Grand Slam en anglais) est utilisé dans le cadre du Tournoi pour désigner une équipe qui remporte tous ses matches durant une édition. Ce terme est introduit pour la première fois en 1957 par un journal anglais, à l’occasion de la victoire totale de l’équipe d’Angleterre[68].

### Cuillère de bois
La cuillère de bois est un « anti-trophée », décerné, selon les sources, soit à l'équipe qui a perdu tous ses matches lors d'une édition d'un Tournoi, soit à celle qui finit seule dernière au classement général. Le tableau ci-dessous présente les attributions de la cuillère de bois selon le premier critère.
| Sélection      | Cuillère de bois (tous les matches perdus) | % cuillères de bois / Tournois disputés | Édition                                                                                        |
| -------------- | ------------------------------------------ | --------------------------------------- | ---------------------------------------------------------------------------------------------- |
| Irlande        | 16                                         | 12,3                                    | 1884, 1885, 1886, 1891, 1895, 1909, 1920, 1934, 1938, 1960, 1977, 1981, 1984, 1986, 1992, 1998 |
| Écosse         | 16                                         | 12,3                                    | 1902, 1911, 1914, 1932, 1936, 1939, 1947, 1952, 1953, 1954, 1968, 1978, 1985, 2004, 2012, 2015 |
| Italie         | 12                                         | 48                                      | 2001, 2002, 2005, 2009, 2014, 2016, 2017, 2018, 2019, 2020, 2021, 2023                         |
| Pays de Galles | 9                                          | 6,2                                     | 1886, 1889, 1892, 1937, 1990, 1995, 2003, 2024, 2025                                           |
| France         | 8                                          | 8,4                                     | 1910, 1912, 1913, 1914, 1925, 1926, 1929, 1957                                                 |
| Angleterre     | 7                                          | 5,5                                     | 1899, 1901, 1903, 1905, 1907, 1972, 1976                                                       |

Remarque : le Tournoi britannique de 1882-1883, où pays de Galles et Irlande ont perdu leurs deux matches mais n’ont pas joué entre eux, n’est pas répertorié dans ce tableau puisque la tradition de la cuillère de bois n’aurait commencé qu’en 1884.

### Meilleur joueur du tournoi
Depuis 2004, au cours de chacune des éditions, un joueur est élu meilleur du tournoi. Le premier joueur à recevoir le trophée est l'Irlandais Gordon D'Arcy. Son compatriote Brian O'Driscoll ainsi que le Français Antoine Dupont sont les joueurs les plus récompensés avec trois trophées remportés chacun.
| Années | Joueur               | Équipe         | Poste           |
| ------ | -------------------- | -------------- | --------------- |
| 2004   | Gordon D'Arcy        | Irlande        | Centre          |
| 2005   | Martyn Williams      | Pays de Galles | Troisième ligne |
| 2006   | Brian O'Driscoll (1) | Irlande        | Centre          |
| 2007   | Brian O'Driscoll (2) | Irlande        | Centre          |
| 2008   | Shane Williams       | Pays de Galles | Ailier          |
| 2009   | Brian O'Driscoll (3) | Irlande        | Centre          |
| 2010   | Tommy Bowe           | Irlande        | Ailier          |
| 2011   | Andrea Masi          | Italie         | Arrière         |
| 2012   | Dan Lydiate          | Pays de Galles | Troisième ligne |
| 2013   | Leigh Halfpenny      | Pays de Galles | Arrière         |
| 2014   | Mike Brown           | Angleterre     | Arrière         |
| 2015   | Paul O'Connell       | Irlande        | Deuxième ligne  |
| 2016   | Stuart Hogg (1)      | Écosse         | Arrière         |
| 2017   | Stuart Hogg (2)      | Écosse         | Arrière         |
| 2018   | Jacob Stockdale      | Irlande        | Ailier          |
| 2019   | Alun Wyn Jones       | Pays de Galles | Deuxième ligne  |
| 2020   | Antoine Dupont (1)   | France         | Demi de mêlée   |
| 2021   | Hamish Watson        | Écosse         | Troisième ligne |
| 2022   | Antoine Dupont (2)   | France         | Demi de mêlée   |
| 2023   | Antoine Dupont (3)   | France         | Demi de mêlée   |
| 2024   | Tommaso Menoncello   | Italie         | Centre          |
| 2025   | Louis Bielle-Biarrey | France         | Ailier          |

## Couverture audiovisuelle et aspects économiques

### Couverture audiovisuelle
Le tournoi bénéficie d'une bonne couverture audiovisuelle, la plupart des matches sont retransmis en direct ou en léger différé à la télévision et à la radio. En France, les retransmissions sont suivies par une large audience qui a atteint 41 % de part de marché sur France 2, soit plus de 6 millions de téléspectateurs, dans le cas de matches phares tels que ceux qui opposent l'Angleterre à la France,.
La situation est similaire pour les nations britanniques, le nombre de téléspectateurs qui suivent le Tournoi est stable. Il est en moyenne de 5,3 millions de téléspectateurs pour les matches de l'Angleterre retransmis par la BBC et peut atteindre 7,5 millions,.
La compétition est diffusée tout autour du monde, notamment par NBC Sports (anciennement par beIN sports) aux États-Unis et ESPN en Nouvelle-Zélande ou encore en Australie. TV5 Monde diffuse le tournoi hors d'Europe (en Afrique ou encore au Canada) avec des commentaires en français. NBC Sports annonce le 5 octobre 2017 avoir acquis les droits exclusifs de la compétition pour les États-Unis à partir de l'édition 2018 au détriment de beIN sports. Tous les matches seront diffusés en direct sur la plateforme numérique NBC Sports Gold tandis que les autres antennes du groupe (NBC, NBCSN et CNBC) proposeront une couverture ponctuelle de compétition.

#### Diffusion actuelle dans les pays du Tournoi
| Chaîne                 | Pays                        |
| ---------------------- | --------------------------- |
| RTÉ Sport Virgin Media | Irlande                     |
| S4C                    | Pays de Galles (en gallois) |
| ITV                    | Royaume-Uni                 |
| BBC                    | Royaume-Uni                 |
| France 2               | France                      |
| Rai Sky Italia         | Italie                      |

Au cours de l'édition 2022, France Télévisions annonce un renouvellement de son contrat portant la diffusion exclusive du Tournoi des Six Nations en France, jusqu'en 2025.
À partir de cette même édition, ITV et la BBC se partagent la diffusion des droits du Tournoi au Royaume-Uni jusqu'en 2021. Les droits sont partagés de telle sorte que la BBC diffuse en direct tous les matches se disputant en France, Pays de Galles et Écosse et ITV tous ceux qui se disputent en Angleterre, Irlande et Italie.
En 2025, le tournoi revient sur la Rai, le diffuseur public italien, à la suite d'un accord avec Sky Italia, mais seulement pour les matches du XV d'Italie, Sky diffusant simultanément les matchs. En Irlande, RTÉ et Virgin Media Television couvrent chaque match en direct et en clair.

### Aspects économiques
| Partenaire-titre       | Éditions    |
| ---------------------- | ----------- |
| Lloyds TSB             | 1998 à 2002 |
| Royal Bank of Scotland | 2003 à 2017 |
| NatWest                | 2018        |
| Guinness               | depuis 2019 |

#### Droits de diffusion
Les droits de télévision, le sponsoring et la vente de billets d'entrée aux matches du Tournoi sont des sources de revenus importants pour les fédérations de rugby. Dans le cas extrême de la fédération écossaise, le Tournoi fournit plus de 70 % de son financement et il est important pour cette fédération que les matches soient disputés à guichets fermés,. Un match du Tournoi disputé dans le stade de Twickenham rapporte 4 à 5 millions d'euros à la fédération anglaise (RFU). Les profits générés par le Tournoi sont partagés entre les fédérations nationales de rugby en plusieurs parts selon différents critères:
- une part distribuée de manière égale entre les pays membres ;
- une part qui est fonction du nombre de clubs de chaque pays ;
- une part qui est fonction du classement des sélections.

Les droits de retransmission à la télévision française sont détenus par le service public depuis toujours, ils ont été renouvelés jusqu'en 2022. Le montant total annuel des droits de France Télévisions consacré au rugby est estimé à 12 millions d'euros pour la période 2003-2006.

#### Sponsoring
Plusieurs grands groupes industriels sponsorisent le rugby à XV et, en particulier, le Tournoi des Six Nations. Pour ces groupes, le rugby représente l'esprit d'équipe, la convivialité, la puissance… Autant de valeurs auxquelles ils souscrivent et souhaitent être attachés. Les sponsors bénéficient d'une excellente visibilité pendant la retransmission des matches du Tournoi des Six Nations, la présence d'une marque sur les panneaux publicitaires qui entourent le terrain représente environ 1,6 million d'euros d'équivalent publicitaire.
Les principaux partenaires du Tournoi sont des entreprises de renommée internationale européennes. Le premier contrat de partenariat-titre de l'histoire du Tournoi est détenu par le groupe bancaire britannique Lloyds TSB, actif à partir de l'édition 1998 pour cinq saisons. Le nom du Tournoi est ensuite associé pendant de nombreuses saisons, à partir de l'édition 2003, à celui de la banque écossaise Royal Bank of Scotland, sous la dénomination RBS Six Nations ; ce contrat est renouvelé à plusieurs reprises, la dernière fois uniquement pour le Tournoi 2018,. Pour cette dernière édition, le tournoi est désigné en tant que NatWest Six Nations, d'après le nom de la filiale du Royal Bank of Scotland Group. La brasserie irlandaise Guinness devient par la suite partenaire-titre à partir de 2019 ; le contrat est reconduit en 2024, communalisant par la même occasion le partenariat-titre avec la catégorie féminine du Tournoi.
Les autres principaux partenaires sont Tissot (marque suisse de montres), Guinness (brasserie irlandaise) ou encore Accenture (entreprise de conseil irlandaise).
Début 2022, Six Nations Rugby signe un contrat de sponsoring de trois ans avec la marque de montres de luxe Breitling ainsi qu'un partenariat de quatre ans avec le réseau social TikTok.
Le public se déplace de loin et en masse. Aussi, les hôtels, les transports, les commerces profitent directement de l'organisation des matches.

## Faits et anecdotes
- Le Tournoi sert de cadre au film Allez France ! (1964) de Robert Dhéry.
- L’hymne officiel du Tournoi est le prélude du Te Deum du compositeur Marc-Antoine Charpentier depuis 1957.
- Pierre Perret chante dans Vive le XV (1971) l'histoire d'un match haut en couleur du XV de France contre l'équipe d'Écosse qui se termine par une victoire parfaitement imaginaire des Français par 60 à 3
- Lors du match France-Pays de Galles du tournoi 2017, un nouveau record de durée de match a été établi à 99 minutes et 55 secondes[97].
- Le 27 février 2022 à l'occasion de Irlande-Italie, Nika Amashukeli (Géorgie) devient le premier arbitre du Tiers-2 à arbitrer un match du tournoi des 6 nations[98].